# Carrizo Plain

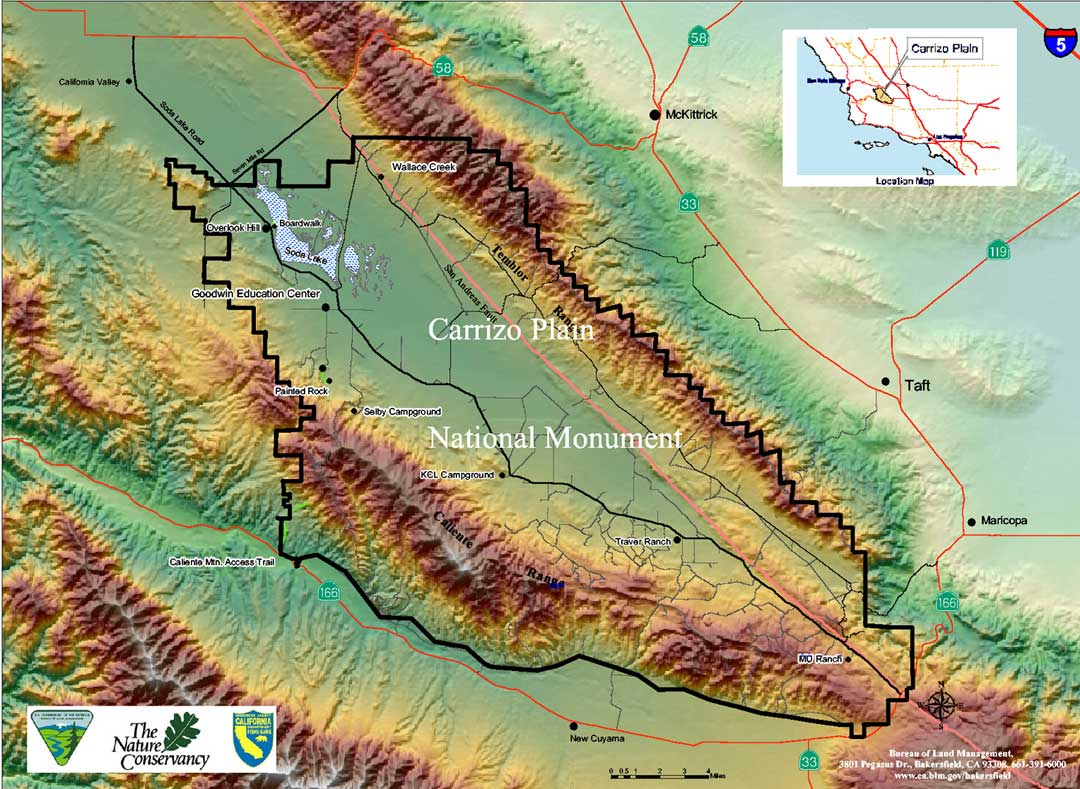
Kaart van het Carrizo Plain National Monument

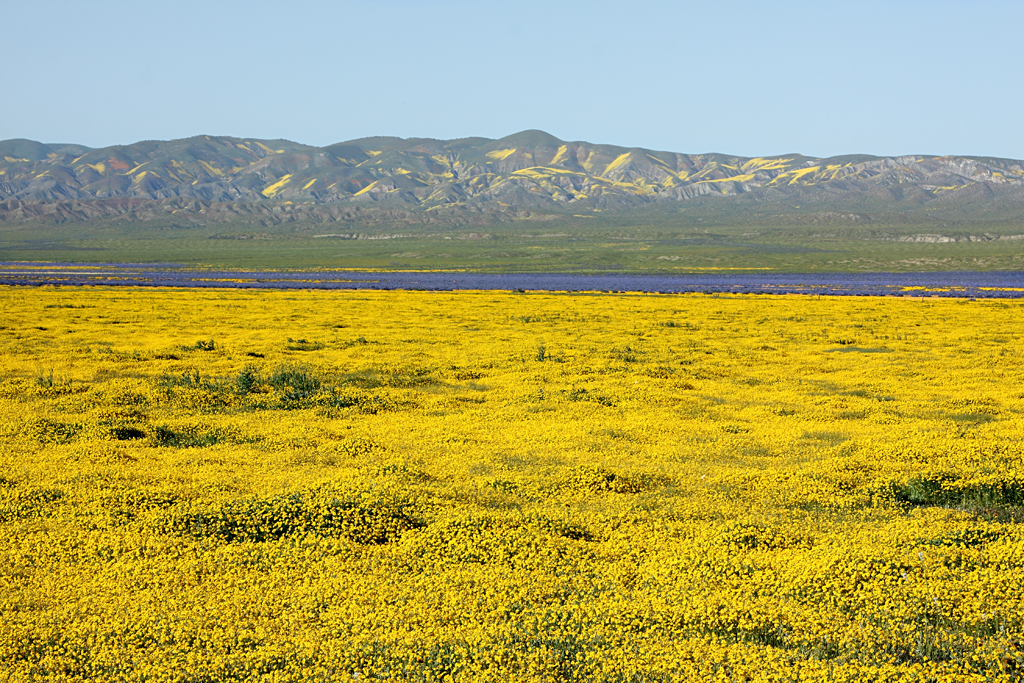
Monolopia-bloemen in bloei op de Carrizovlakte in de lente.

De Carrizo Plain (Nederlands: Carrizovlakte) is een grote, ingesloten vlakte in het zuidoosten van San Luis Obispo County in de Amerikaanse staat Californië. Het gebied is zo'n 80 km lang en 24 km breed en bevindt zich grofweg 160 km ten noordwesten van Los Angeles. De vallei wordt in het zuidwesten begrensd door de Caliente Range en in het noordoosten door de Temblor Range, die de vlakte van de San Joaquin Valley scheidt. De Carrizo Plain is het grootste nog intacte, aaneengesloten stuk inheems grasland in Californië. De San Andreasbreuk loopt langs het noordoosten van de vlakte en is het meest opvallende geologische verschijnsel in het gebied.
De Carrizo Plain omvat het Carrizo Plain National Monument, dat zo'n 1000 km² groot is. Painted Rock, een zandsteenformatie met rotstekeningen van inheemse volkeren, bevindt zich in het nationaal monument en staat bovendien op het National Register of Historic Places. Het Carrizo Plain National Monument zelf is sinds 2012 erkend als National Historic Landmark vanwege de archeologische waarde.